# Рябинино (Тверская область)
Рябинино — деревня в Старицком районе Тверской области России. Входит в состав сельского поселения «Паньково».

## География
Деревня находится в южной части Тверской области, в зоне хвойно-широколиственных лесов, к северу от автодороги 28К-1584, на расстоянии примерно 2 километров (по прямой) к западо-северо-западу от города Старицы, административного центра района.

### Климат
Климат характеризуется как умеренно континентальный, с прохладным летом и относительно мягкой зимой. Средняя температура воздуха самого холодного месяца (января) — −9,6 °C, средняя температура самого тёплого (июля) — 16,7 °С. Продолжительность периода активной вегетации растений (со среднесуточной температурой воздуха выше 10 °C) составляет 105—110 дней. Годовое количество атмосферных осадков составляет около 600 мм, из которых большая часть выпадает в тёплый период. Снежный покров держится в течение 140 дней.

### Часовой пояс
Деревня Рябинино, как и вся Тверская область, находится в часовой зоне МСК (московское время). Смещение применяемого времени относительно UTC составляет +3:00.

## Население
| 2008 | 2010 |
| ---- | ---- |
| 0    | →0   |